# Attila Sallustro
Attila Sallustro (Asunción, 15 de diciembre de 1908-Roma, 28 de mayo de 1983) fue un futbolista y entrenador italo-paraguayo. Jugaba de delantero, consagrándose como el cuarto máximo goleador histórico del S. S. C. Napoli.

## Trayectoria
Nacido y criado en Paraguay de padres italianos, se mudó  en su adolescencia con su familia a Nápoles. Empezó su carrera deportiva en el FBC Internaples, con el que llegó a la final del Campionato dell'Italia Meridionale, perdida contra la Alba Roma (1926).
En agosto del mismo año, la asamblea de socios del Internaples cambió el nombre del club, constituyendo la Associazione Calcio Napoli (el actual SSC Napoli). Sallustro permaneció en este club 11 temporadas, convirtiéndose en el primer ídolo de la hinchada napolitana. Por expresa voluntad de su familia no cobraba nada, jugando solo por espíritu deportivo, así que la sociedad le regaló un automóvil de lujo. A pesar del paso de los años, la popularidad del futbolista paraguayo jamás decayó entre los hinchas, a tal punto que en 1960 la comuna napolitana aprobó el cambio de nombre del estadio del SSC Napoli, que de San Paolo pasaría a llamarse "Attila Sallustro", acto que no prosperó por oposición del obispo de la ciudad, quién logró revertir la decisión.
Sallustro, conocido como "El Galgo" -por su galanura-, ayudó a que el Nápoli mantuviera la categoría en la temporada 1928-29, con 22 goles (11 por debajo de Giuseppe Meazza, héroe juvenil antecesor del Inter de Milán. En 1929-30, el Nápoli ocupó el quinto lugar y Sallustro hizo 13 goles. En la siguiente, el paraguayo hizo 11 y su equipo fue sexto. Constituyendo sus mejores años en el fútbol italiano.
Se retiró con sólo 30 años por el acercamiento de la Segunda Guerra Mundial, en otro equipo de Campania, la Salernitana.
Es llamado a menudo "Sallustro I", para distinguirlo de su hermano menor Oreste, también futbolista.
Fue entrenador del Nápoli en 1961 y en los últimos años de su vida fue nombrado director del Estadio San Paolo.

## Selección nacional
A pesar de los intentos por la Asociación Paraguaya de Fútbol de querer a Sallustro en la selección guaraní, fue finalmente convocado en la nazionale maggiore (selección de fútbol de Italia) por Vittorio Pozzo, pero disputó tan solo dos compromisos, pues coincidió con el momento de mayor auge de su colega, Giuseppe Meazza, quién siempre tuvo los favores del seleccionador y que llevó a la selección italiana al bicampeonato del Mundo (1934 y 1938). El debut del paraguayo con los azzurri fue el 1 de diciembre de 1929 en un partido contra Portugal disputado en la ciudad de Milán. Italia ganó 6 a 1 y Sallustro marcó uno de los goles.

## Clubes
| Club            | País   | Año       |
| --------------- | ------ | --------- |
| FBC Internaples | Italia | 1925-1926 |
| AC Napoli       | Italia | 1926-1937 |
| US Salernitana  | Italia | 1937-1938 |

108 goles con el AC Napoli.